# Nationals
Nationals is de eenentwintigste aflevering van de Amerikaanse televisieserie Glee, die op 5 augustus 2012 in Nederland voor het eerst door RTL 5 werd uitgezonden. Het werd geschreven door Ali Adler en geregisseerd door Eric Stoltz.

## Verhaallijn
De New Directions strijden om het 2012 Nationals kampioenschap in Chicago (Illinois) tegen onder andere Vocal Adrenaline. Voor het optreden is Mercedes ziek, Quinn en Tina zullen dus de Troubletones versterken. Bij de laatste repetities breken verschillende ruzies uit die weer snel opgelost zijn omdat ze allen willen winnen. Rachel ontmoet haar ex Jesse St. James bij de wedstrijden die haar zelfvertrouwen wil beschadigen door te beginnen over haar mislukte auditie. De jury wordt geïntroduceerd: Lindsay Lohan, Perez Hilton en Rex Lee. De New Direction beginnen als eerste en vertonen drie liedjes. Tijdens het optreden arriveert Carmen Tibideaux om Rachel nog een laatste kans te geven om toegelaten te worden tot NYADA. Na de optredens van de concurrenten wordt onthuld dat de New Direction op de eerste plaats zijn geëindigd. Op het McKinley worden ze als helden ontvangen.

## Muziek
- "The Edge of Glory"
- "It's All Coming Back to Me Now"
- "Paradise by the Dashboard Light"
- "Starships"
- "Pinball Wizard"
- "Starlight Express"
- "Tongue Tied"
- "We Are the Champions"